# Les Avanchers-Valmorel
Les Avanchers-Valmorel – miejscowość i gmina we Francji, w regionie Owernia-Rodan-Alpy, w departamencie Sabaudia.
Według danych na rok 1990 gminę zamieszkiwały 732 osoby, a gęstość zaludnienia wynosiła 33 osób/km² (wśród 2880 gmin regionu Rodan-Alpy Les Avanchers-Valmorel plasuje się na 958. miejscu pod względem liczby ludności, natomiast pod względem powierzchni na miejscu 418.).